# Юрченко, Герман Юрьевич
Герман Юрьевич Юрченко (укр. Герман Юрійович Юрченко; 9 октября 1939, Иркутск — 3 июня 2025, Полтава) — советский и украинский музыкант, педагог и деятель культуры, народный артист Украины (2004).

## Образование и карьера
Окончил Харьковский институт искусств в 1964 году. С этого же года жил и работал в Полтаве. Преподавал фортепиано в музыкальном училище им. М. Лысенко и был доцентом кафедры хореографии Полтавского национального педагогического университета им. В. Г. Короленко.

## Полтавская филармония
В течение 33 лет возглавлял Полтавскую областную филармонию, превратив её в один из ведущих культурных центров Украины. Благодаря его усилиям на полтавской сцене выступали такие звёзды как София Ротару, Владимир Ивасюк и Дмитрий Гнатюк.

## Общественная деятельность
Был председателем Полтавского областного отделения Всеукраинского музыкального союза и инициатором проекта «Уроки доброты», направленного на воспитание молодёжи через искусство.

## Личная жизнь
Увлекался живописью, фотографией и театром, организовывал студенческие капустники и клубы весёлых и находчивых.

## Звания и награды
- Народный артист Украины (2004)[1]
- Заслуженный деятель искусств Украины (1993)[2]